# 380年
| 千纪： | 1千纪                                                                                           |
| 世纪： | 3世纪 \| 4世纪 \| 5世纪                                                                         |
| 年代： | 350年代 \| 360年代 \| 370年代 \| 380年代 \| 390年代 \| 400年代 \| 410年代                       |
| 年份： | 375年 \| 376年 \| 377年 \| 378年 \| 379年 \| 380年 \| 381年 \| 382年 \| 383年 \| 384年 \| 385年 |
| 纪年： | 庚辰年（龙年）；东晋太元五年；前秦建元十六年                                                    |

## 大事记
- 苻堅為加強管理關東領土，於是決定分十五萬戶關中氐族人並分配給宗親重臣，在他們帶領下分駐各重鎮。
- 九真太守李遜佔據交州。
- 基督教成為羅馬帝國國教。